# Maasim

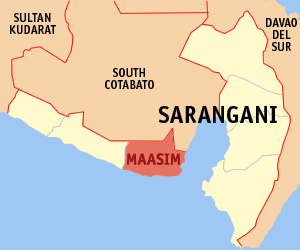
Bản đồ Sarangani với vị trí của Maasim

Maasim là một đô thị hạng 3 ở tỉnh Sarangani, Mindanao, Philippines. Theo điều tra dân số năm 2000, đô thị này có dân số 39.424 người trong 7.727 hộ.
Đô thị này phía tây giáp Kiamba, phía đông giáp vịnh Sarangani, phía bắc giáp Nam Cotabato, phía nam giáp biển Celebes.

## Barangay
Maasim được chia thành 16 barangay.
| - Amsipit - Bales - Colon - Daliao - Kabatiol - Kablacan - Kamanga - Kanalo | - Lumasal - Lumatil - Malbang - Nomoh - Pananag - Poblacion (Maasim) - Seven Hills - Tinoto |